# Battaglia di Odaihara
La battaglia di Odaihara del 19 settembre 1547 fu una delle tante battaglie di Takeda Shingen per prendere il controllo dello Shinano. Combatté con le forze di Uesugi Norimasa nella piana di Odaihara, e sconfisse l'esercito rivale destinando parte delle sue forze all'assedio al castello di Shika che si svolgeva simultaneamente. Questa vittoria gli garantì centinaia di teste nemiche da usare come monito intimidatorio alla guarnigione del castello.